# Arvida (Saguenay)
Arvida ist ein Stadtteil der kanadischen Stadt Saguenay in der Provinz Québec. Historisch war Arvida eine unabhängige Stadt. Der Name der Siedlung ist ein Akronym aus den Initialen des Namens des Gründers: Arthur Vining Davis, der seinerzeit Präsident der Alcoa Aluminium Company war. Mitte des 20. Jahrhunderts befand sich in Arvida die weltweit größte Aluminiumhütte. Der Großteil der Siedlung wurde 1927 in nur 135 Tagen als Werkssiedlung erbaut. Seit 2018 steht sie unter Denkmalschutz.

## Lage und Geographie
Die Siedlung liegt im Tal des Saguenay River rund 240 km von Québec entfernt zwischen Chicoutimi und Jonquière. Innerhalb der Stadt Saguenay liegt sie im Nordosten unweit des Güterbahnhofs.
Durch den Ort verläuft die Nationalroute 32, die hier den Namen Boulevard de Saguenay trägt.

### Klima
|                       | Jan   | Feb   | Mär   | Apr  | Mai  | Jun  | Jul   | Aug  | Sep   | Okt  | Nov  | Dez   |   |       |
| Mittl. Tagesmax. (°C) | −10,3 | −8,3  | −0,9  | 7,8  | 16   | 21,7 | 24,1  | 22,2 | 16,6  | 9,8  | 2    | −6,8  | ⌀ | 7,9   |
| Mittl. Tagesmin. (°C) | −20,1 | −18,2 | −10,8 | −1,8 | 4,4  | 10,1 | 13,2  | 11,9 | 7,2   | 2    | −4,4 | −15,2 | ⌀ | −1,7  |
|                       |       |       |       |      |      |      |       |      |       |      |      |       |   |       |
| Niederschlag (mm)     | 0     | 0     | 50,3  | 45,7 | 75,7 | 91,7 | 114,1 | 97,4 | 100,4 | 72,3 | 73,2 | 84,7  | Σ | 805,5 |

| −20,1 |

| −18,2 |

| −10,8 |

| −1,8 |

| 4,4 |

| 10,1 |

| 13,2 |

| 11,9 |

| 7,2 |

| 2 |

| −4,4 |

| −15,2 |

| −20,1 |

| −18,2 |

| −10,8 |

| −1,8 |

| 4,4 |

| 10,1 |

| 13,2 |

| 11,9 |

| 7,2 |

| 2 |

| −4,4 |

| −15,2 |

| N i e d e r s c h l a g | 0   | 0   | 50,3 | 45,7 | 75,7 | 91,7 | 114,1 | 97,4 | 100,4 | 72,3 | 73,2 | 84,7 |
|                         | Jan | Feb | Mär  | Apr  | Mai  | Jun  | Jul   | Aug  | Sep   | Okt  | Nov  | Dez  |

## Geschichte

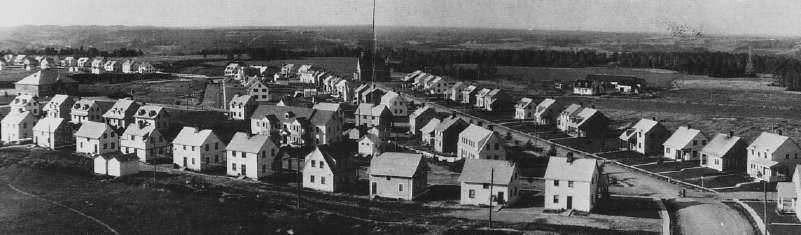
Siedlung im Jahr 1928

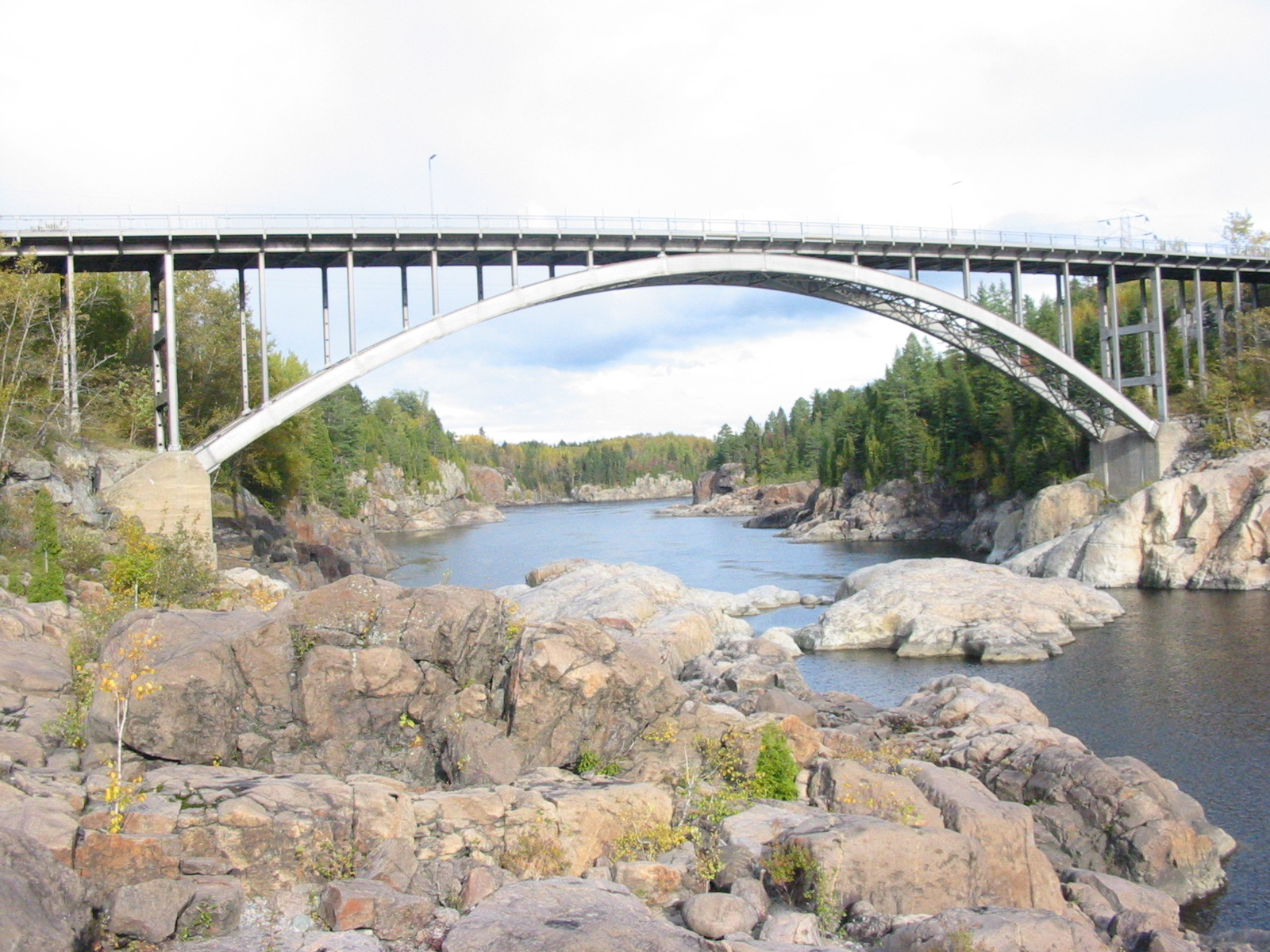
Arvida Bridge

1912 erwarb James B. Duke die Rechte für die Nutzung des Saguenay River als Energiequelle. 1925 wurde hier das Kraftwerk Isle Maligne nahe Lac St. Jean in Betrieb genommen. Es war damals das größte Wasserkraftwerk der Welt. 1926 wurden mehr als 250 Häuser für Kraftwerksarbeiter errichtet. Sechs Jahre später wurde 1932 das Kraftwerk Chute-à-Caron bei Kénogami in Betrieb genommen. In den 1930er Jahren entstand ein weiteres Kraftwerk in Shipshaw.
Ab 1927 startete in Arvida die Aluminiumproduktion der Alcoa Aluminium Company. Seinerzeit wurde die Siedlung in nur 135 Tage errichtet. Die New York Times beschrieb sie damals „als Modellstadt für Arbeiterfamilien“. Die Fabrik in Arvida entwickelte es sich ab 1943 zur größten Aluminiumhütte der Welt mit über 7500 Beschäftigten, bis 1975 der Betrieb eingestellt wurde. Im Zweiten Weltkrieg wurde die Hütte zudem für den Alliierten als Rüstungsproduzent genutzt.
1950 wurde im nahegelegenen Jonquiére die Arvida Bridge erbaut, die komplett aus Aluminium gefertigt wurde. Die Bogenbrücke überspannt den Saguenay River.
Als sich 1971 in der nahegelegenen Gemeinde Saint-Jean-Vianney ein Lawinenunglück ereignete, wurden anschließend die Überlebenden nach Arvida umgesiedelt.
1975 wurden die Städte Arvida, Kénogami and Jonquière zur neuen Stadt Jonquière zusammengeschlossen. 2002 fusionierte Jonquière wiederum mit Lac-Kénogami, Shipshaw, Chicoutimi, Laterrière, La Baie und Tremblay zur neuen Stadt Saguenay.
2018 wurde Arvida unter Denkmalschutz gestellt. Seinerzeit wurde ebenfalls versucht, die Kommune ins Welterbe der UNESCO aufzunehmen, jedoch wurde dies abgewiesen.

## Bevölkerung
Im Jahr 2010 lebten rund 12000 Menschen in Arvida.

## Kultur und Sehenswürdigkeiten
Wahrzeichen der Stadt ist die Église Ste-Thérèse-de-l'enfant-Jésus mit ihrem markanten grünen Dach. Nahe dem denkmalgeschützten Ortskern befindet sich der Park Oersted. Im Süden der Siedlung befindet sich die Théâtre Palace, ein Multifuktionstheater, das rund 500 Personen Platz bietet, sowie eine Bücherei.

## Persönlichkeiten
- 1937: Stan Stasiak († 1997), Wrestler
- 1955: Claire Beaulieu, Malerin und Bildhauerin
- 1968: André Brassard, Eishockeyspieler